# Нацумэ, Масако
Маса́ко Нацу́мэ (яп. 夏目 雅子, настоящая фамилия по мужу — Нисияма, девичья — Одатэ; 17 декабря 1957 — 11 сентября 1985, Токио) — японская актриса, фотомодель, поэтесса (автор хайку). За свою карьеру, длившуюся в 1976—1985 годах, она сыграла более чем в 15-ти фильмах и телесериалах; за пределами Японии наиболее известна по роли юного монаха Сандзо в сериале «Путешествие на Запад» 1978—1980 годов.
С июля 1984 года Масако была замужем за Сидзукой Идзюином (наст. имя Тадаси Нисияма).
11 сентября 1985 года 27-летняя Нацумэ умерла от лейкемии в своём родном городе Токио.

## Номинации и награды
Номинации на Премию Японской Академии
- 1981 — В категории «Лучшая женская роль второго плана» (за фильм «Высота 203», 1980)
- 1983 — В категории «Лучшая женская роль» (за фильм «Жизнь Ханако Кирюин»[англ.] («Онимаса»), 1982)
- 1984 — В категории «Лучшая женская роль» (за фильмы «Улов» и «Time and Tide» (1983))
- 1985 — В категории «Лучшая женская роль» (за фильм «Дети Макартура», 1984)

Кинопремия «Голубая лента»
- 1983 — Приз в категории «Лучшая женская роль» (за фильм «Жизнь Ханако Кирюин»)[1]

Иокогамский кинофестиваль
- 1983 — Приз в категории «Лучшая женская роль второго плана» (за фильм «Великая Японская империя», 1982)

Hochi Film Award
- 1983 — Приз в категории «Лучшая женская роль» (за фильмы «The Catch» и «Time and Tide»)[2]